# Glossopsitta porphyrocephala
Glossopsitta porphyrocephala là một loài chim trong họ Psittacidae.

## Hình ảnh

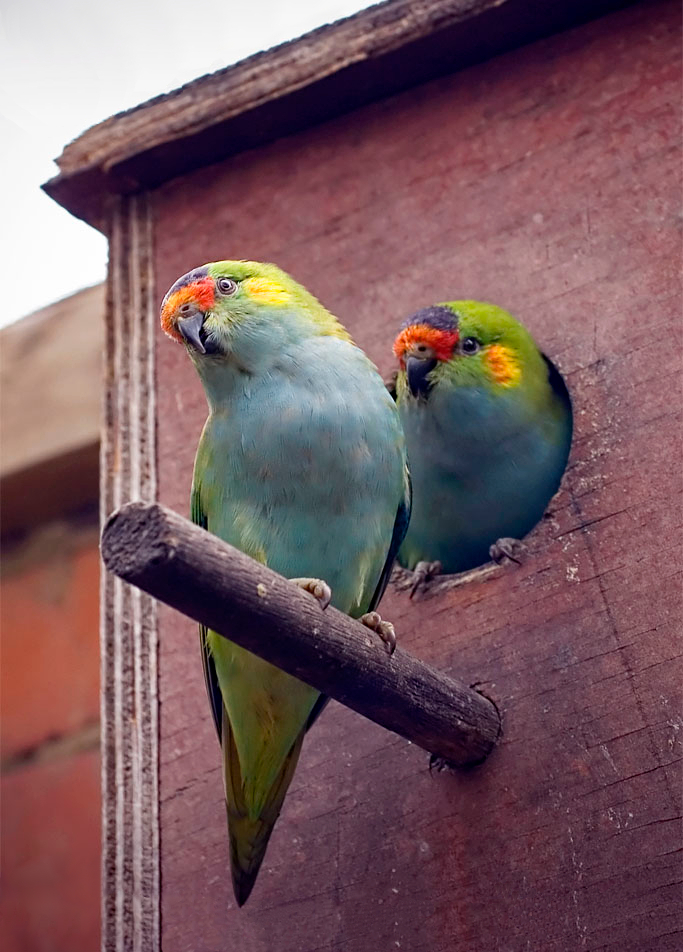
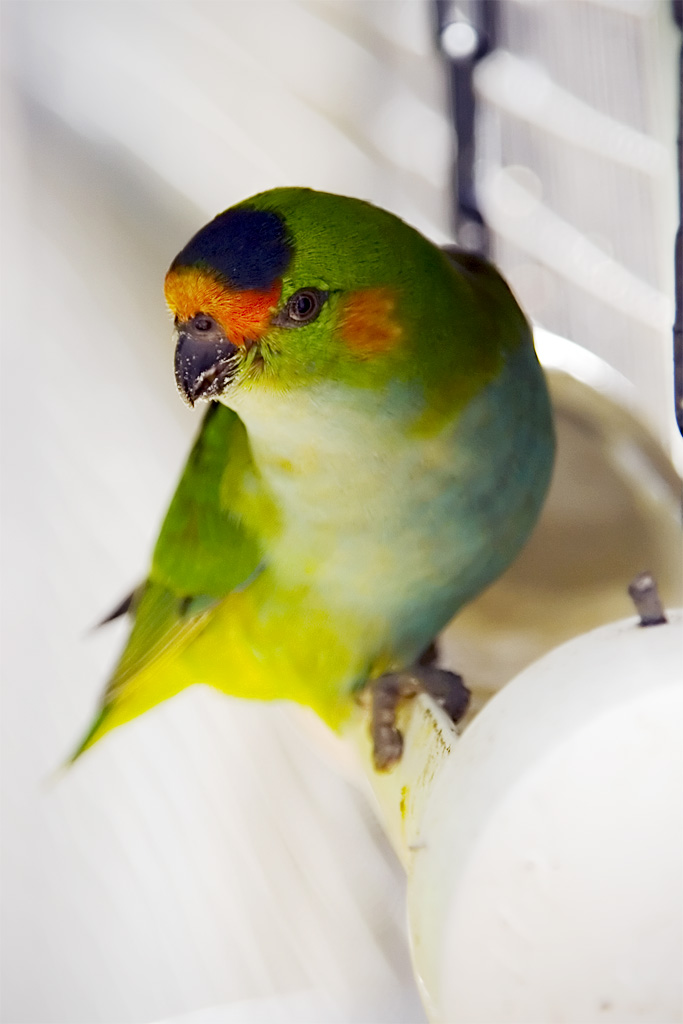
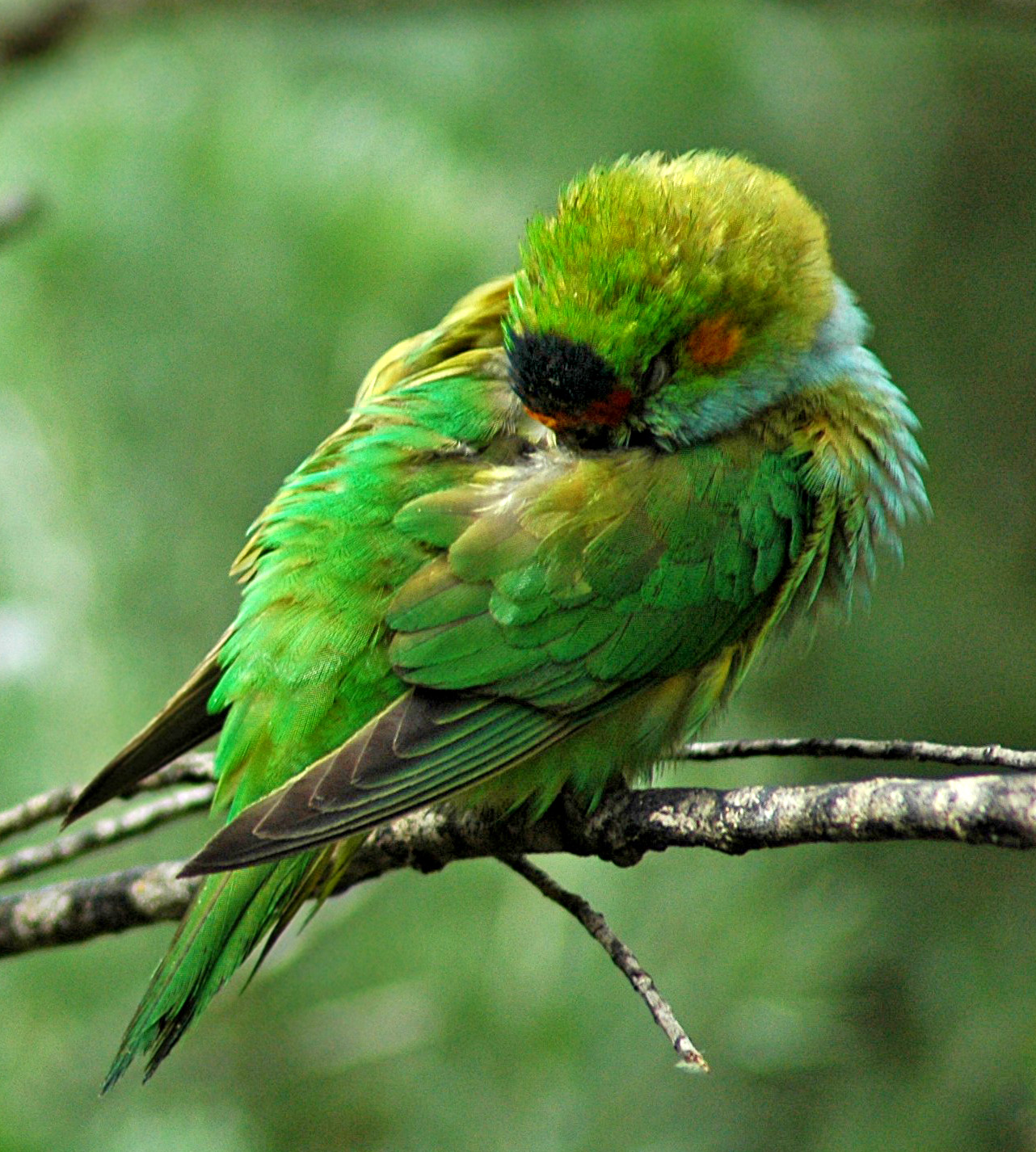